# Fa'atonu Fili
Pas d'image ? Cliquez ici

a Compétitions nationales et continentales officielles uniquement.

b Matchs officiels uniquement.
Dernière mise à jour le 22 septembre 2018.
 Fa'atonu Pelasio Fili, né le 31 août 1981 à Wellington (Nouvelle-Zélande), est un joueur samoan de rugby à XV et à sept. Il joue en équipe des Samoa et évolue au poste d'arrière ou demi d'ouverture (1,80 m pour 92 kg).

## Carrière

### En équipe nationale
Il a honoré sa première cape internationale en équipe des Samoa le 20 juin 2003, à l’occasion d’un match contre l'équipe d'Irlande.
Il fait partie des groupes samoans retenus pour disputer les coupes du monde 1999 et 2003, mais ne dispute pas le moindre match.

## Palmarès
- 5 sélections en Équipe des Samoa entre 2003 et 2011.
- 8 points (2 pénalités et 1 transformation).